# Subject-objectscheiding
De subject-objectscheiding is, vooral vanaf René Descartes en John Locke, een algemeen aanvaarde en - aangevochten scheiding tussen enerzijds de mens als kennend en onderzoekend subject, en anderzijds de werkelijkheid als studieobject dat (eventueel) buiten de mens gelegen is.  
In de kennisleer wordt ook wel gesproken van het subject-objectprobleem. Het fundamentele probleem is hier hoe men de tweevoudige relatie tussen het kennende subject en het te kennen object in de omgeving of buitenwereld dient te bepalen, en evenzo in hoeverre het subject het object actief beïnvloedt, tijdens de waarneming en/of het denken.
De filosofische poging om dit fundamentele probleem op te lossen (of af te zwakken), te 'overbruggen', wordt dan ook wel het "probleem van de brug" genoemd (zie ook representationisme).   